# 上野圭澄
上野圭澄（1994年6月29日—），是前日本女性偶像團體SKE48Team E的成員之一。岐阜縣出身。隸屬於ピタゴラス·プロモーション事務所。

## 來歷
- 2009年11月13日，SKE48第3期生選拔合格（參加總數2,396名、最終合格者13名）。
- 2010年12月6日 - 隨著Team E的結成，從研究生升格，成為了SKE48的正式成員。
- 2013年4月16日 - 在SKE48劇場畢業公演[1]
- 2013年5月6日 - 在SKE48最終活動日 SKE48 11th單曲｢巧克力的奴隸｣(劇場盤)個別握手會
- 2013年5月6日 - 自SKE48中畢業。

## 参加组合曲
teamE 1st Stage 「睡衣兜風」公演
- 天使的尾巴

## 出演

### 演唱會
- SKE48 コンサート「汗の量はハンパじゃない」（2010年10月、SHIBUYA-AX、Zepp Nagoya、神戸国際会館こくさいホール）
- Kinect for Xbox 360 Presents 1!2!3!4!ヨロシク!勝負は、これからだ! supported by LAWSON（2010年11月27日、愛知県芸術劇場大ホール）

## 註解
1. ↑  Inc, Natasha. . 音楽ナタリー.   [2019-11-27]. （原始内容存档于2016-03-04） （日语）.

## 外部連結
- SKE48官方個人資料頁（页面存档备份，存于）
- 上野圭澄官方部落格「笑顔のImage」（页面存档备份，存于）